# Lie-Kliff
Das Lie-Kliff ist ein markantes Felsenkliff im westantarktischen Marie-Byrd-Land. In den Crary Mountains ragt es auf der Ostseite der Basis des Mount Steere auf.
Der United States Geological Survey kartierte es anhand eigener Vermessungen und Luftaufnahmen der United States Navy aus den Jahren von 1959 bis 1966. Das Advisory Committee on Antarctic Names benannte es 1975 nach dem Ionosphärenphysiker Hans P. Lie, der im Rahmen des United States Antarctic Research Program von 1970 bis 1971 und von 1973 bis 1974 auf der Siple-Station tätig war.